# Philippe Torreton
Philippe Torreton (13 de outubro de 1965) é um ator e político francês.